# Paranoïde stijl
De paranoïde stijl is de benaming die de historicus Richard Hofstadter gaf aan een bepaalde manier van politiek bedrijven die in de Verenigde Staten wordt gebezigd en die bestaat uit complotdenken, agressie, grootheidswaan en apocalyptisch taalgebruik. Hofstadter vergelijkt deze stijl met paranoia, zij het met één belangrijk verschil: waar de paranoïde zich een complot tegen zichzelf vermoedt, is bij de paranoïde stijl sprake van een complot "tegen een natie, een cultuur, een manier van leven waarvan het lot niet alleen [de spreker] maar miljoenen anderen aangaat."
Hofstadter schreef begin jaren 60 en meende de paranoïde stijl vooral te herkennen in de uiterst rechtse beweging rond Barry Goldwater, maar ook in eerdere politieke verschijnselen, zowel op links als op rechts. Latere auteurs hebben zijn concept toegepast op latere verschijnselen, zoals de Tea Party-beweging.